# Castrul roman de la Șinca Veche
Castrul Roman este localizat lângă Șinca Veche, județul Brașov, Transilvania (având coordonatele GPS cu latitudine 45.75 și longitudine 25.166666666666668) și datează din vremea împăratului roman Tiberius, după cum o atestă monedele și fragmentele de ceramică găsite în situl arheologic.

## Așezare
Așezarea militară romană se află pe drumul care lega cetatea veche a Cumidavei (Râșnovul de astăzi), din Dacia Apulensis, cu Dacia Superioară.

## Discuții
Arheologul Florea Costea crede că în acel loc a fost o carieră de piatră și nu un castru roman.